# 충신 홍직 정려
충신 홍직 정려(忠臣 洪稙 旌閭)는 세종특별시 전의면 서정리에 있는 정려이다. 2001년 5월 31일 연기군의 향토유적 제2호로 지정되었다가, 행정구역 개편에 따라 2014년 9월 30일 세종특별자치시의 향토문화유산 제2호로 재지정되었다.

## 개요
충신 홍직 정려(忠臣 洪稙 旌閭)는 조선시대 무신(武臣) 홍직(洪稙, 1571~1637)의 충정(忠情)을 세상에 널리 알려 칭찬하고 기억하기 위해 나라에서 하사한 명정(銘旌)을 현판(懸板)으로 걸어놓은 정문(旌門)이다.
홍직의 본관(本貫)은 남양(南陽), 자(字)는 치경(稚卿)이다. 1602년(선조 35) 나라에 경사가 있을 때 실시한 별시(別試)에서 갑과(甲科) 장원(壯元)으로 합격할 만큼 무예가 뛰어났으며, 여러 고을의 현감(縣監)으로 지내는 동안 청렴한 관리로 이름이 높았다고 한다. 그가 삼등현령(三登縣令, 평안남도 강동지역)으로 있던 1624년(인조 2) 이괄(李适, 1587~1624)이 인조반정(仁祖反正, 1623)에 대한 논공행상(論功行賞)에 불만을 품고 평안도에서 난을 일으키자 팔도 도원수(八道 都元帥) 장만(張晩, 1566~1629)의 반란진압에 참가하였으며, 순안현령(順安縣令, 평안남도 평원군 순안면)이던 1627년(인조 5)에는 정묘호란(丁卯胡亂, )이 발발하자 관군을 이끌고 참전하여 공을 세웠다. 문화현령(文化縣令, 황해도 신천군 문화면)때인 1636년(인조 14)에는 병자호란(丙子胡亂)이 일어나 그 이듬해인 1637년(인조 15)에 황해도(黃海道) 정방산성(正方山城)에서 적군을 막다 순국(殉國)하였다.
홍직의 충절을 기리던 지역의 유림(儒林)들이 글을 올려 1713년(숙종 39)에 정삼품(正三品) 당상관(堂上官)인 병조참의(兵曹參議) 관직과 명정을 받고 정문을 세웠다. 정문에는 ‘忠臣門(충신문)’이라는 현판이 걸려있고 내부에는 ‘忠臣 贈通政大夫兵曺參議 行通訓大夫文化縣令黃州鎭管兵馬節到都尉洪稙之閭 肅宗 癸巳 三月日 命旌 今上 茂申 五月 日重建(충신 증통정대부병조참의 행통훈대부문화현령황주진관병마절도도위홍직지여 숙종 계사 삼월일 명정 금상 무신 오월 일중건)’이라 쓰여 있는 홍직의 현판이 있다.

## 현지 안내문
홍직(洪稙)은 1602년 무과에 장원하여 여섯고을을 지내면서 청백리로 명성이 높았다. 1624년(인조 2) 이괄의 난에 삼등현령으로 원사 장만을 도와 난을 평정하였다. 1627년 정묘호란 시에 순안현령으로 있으면서 적을 사로잡은 공을 세워 통정에 올랐다. 1636년 병자호란 시에는 정방산성으로 입성하여 분전중 131발의 화살을 맞고 토산현 남산에서 운명하였으니 1637년 1월 7일이다. 1713년 (숙종 39년)에 정려를 명정받았으니 교지에도 늠름한 기상과 생기가 있다고 말하였다.